# Marta de Menezes
Pour les articles homonymes, voir Menezes.
Marta de Menezes est une artiste portugaise née en 1975 à Lisbonne.

## Biographie
Marta de Menezes est diplómée de l'Université des Beaux-Arts de Lisbonne et d'Histoire de l'Art et de Culture Visuelle de l'Université d'Oxford. Elle est actuellement en résidence au MRC, Centre de Sciences Cliniques à Londres.
Elle a travaillé sur les rapports entre art et biologie sous diverses formes, bio-tech mais également par le biais de supports traditionnels, dessins et peintures. Dans "Nature ?", elle a modifié les motifs des ailes de papillon, à l'aide de micro-aiguilles appliquées sur la surface des ailes. Dans "Nucleart", des fibres d'ADN sont filmées en mouvement grâce à des fluorochromes, qui rendent visibles des particules grâce à la technique d'Hybridation fluorescente in-situ (en anglais, FISH) : cette œuvre met toutefois en lumière le rapport contradictoire de l'objet et du spectateur, l'objet identifié devant être détruit par les fluorochromes qui le rendent observables.
D'autres projets se concentrent sur la visualisation de parties cachées du corps humain selon les techniques de la médecine moderne, et des sculptures réalisées à partir de protéines. Le "Portrait protéique" de Marta de Menezes est constitué avec l'agencement d'acides aminés, qui sont codifiés en chimie sous forme de lettres de l'alphabet, qui composent le nom de l'artiste : MARTAISAVELRIVEIRDEMENESESDASILVAGRACA. La protéine correspondante, qui n'existe pas dans la nature, reste encore à structurer par résonance magnétique nucléaire (IRM) ou par cristallographie.

## Expositions
- Ars Electronica 2000 : Next Sex
- Lugar Comum Exhibition, Lisbon, 2002
- Perth Exhibition : Biofeel, 2002
- Le Lieu unique : L'art biotech, 2003